# Gmina Tamsalu
Gmina Tamsalu (est. Tamsalu vald) – dawna  gmina wiejska w Estonii, w prowincji Virumaa Zachodnia (1992-2017). Teraz część gminy Tapa.
Skład gminy:
- Miasto: Tamsalu.
- Alevik: Sääse.
- Wieś: Aavere, Alupere, Araski, Assamalla, Järsi, Järvajõe, Kadapiku, Kaeva, Kerguta, Koiduküla, Koplitaguse, Kuie, Kullenga, Kursi, Lemmküla, Loksa, Metskaevu, Naistevälja, Piisupi, Porkuni, Põdrangu, Sauvälja, Savalduma, Türje, Uudeküla, Vadiküla, Vajangu, Vistla, Võhmetu, Võhmuta.